# Fotomontage
Fotomontage er et billede som er opbygget af flere fotografier eller dele af fotografier. Teknikken blev særligt taget i brug i 1920'erne, blandt andet til politiske plakater med talende motiver og effektfulde kompositioner. Begrebet svarer lidt til det nyere ord billedmanipulation, som desuden omfatter digital retouchering af fotografier. I dag bruges fotomontager i alle billedmedier.

## Teknik
Tidligere blev fotomontager lavet ved at klippe fotografier i stykker og sætte dem sammen på en ny måde. I nyere tid er digitale billedredigeringsprogrammer taget i brug hvor man før brugte saks og lim. Det har givet nye muligheder og gjort teknikken tilgængelig for praktisk talt alle med en moderne computer. Billedmanipulation og retouchering af billeder bliver således brugt i større eller mindre grad i næsten alle billedmedier og af de fleste fotografer i dag, særligt indenfor reklame og modefotografi. Billedmanipulation er også en morsom hobby for mange.

## Historie
Den engelske fotograf Henry Peach Robinson (1830-1901) skal have lavet verdens første fotomontager allerede lige efter at han bengyndte karrieren i 1857. Teknikken og tankegangen blev siden videreført af andre kunstnere og fotografer, blandt andet af George Grosz omkring 1915, en tegner som var påvirket af malerkunstens kubister og deres collager, det vil sige materielbilleder.
Mange regner alligevel dadaisten Hannah Höch (1889-1975) som opfinderen af den moderne fotomontage. Hun videreudviklede sin fototeknik sammen med Raoul Hausmann (1886-1971). I 1920'erne og 1930'erne fortsatte kunstnere som Johannes Baader, Aleksandr Rodtjenko (1891-1956) og konstruktivisten László Moholy-Nagy at arbejde og eksperimentere med teknikken. Særligt berømte er imidlertid John Heartfields anti-nazistiske billedcollager fra 1930'erne, det samme gjaldt Marinus Jakob Kjeldgaard, der blev kendt for sine satiriske fotomontager i den franske ugeavis Marianne hvor han advarede mod Hitler. I Skandinavien har blandt andet den danske kunstner Leif Grange arbejdet meget med fotomontage.

## Brug
Fotomontage og collager kan bruges til at lave kunstnerisk interessante kompositioner eller for at formidle et budskab eller billedidé tydeligere. Formålet kan være ganske pædagogisk, det vil sige for at forklare et forhold visuelt, men sammenstillingerne er ofte bevidst surrealistiske og humoristiske.